# Canale Wii Shop
Il Canale Wii Shop (in inglese Wii Shop Channel) è stato un negozio online per Nintendo Wii che permetteva agli utenti di scaricare videogiochi su Virtual Console e WiiWare tramite Wii Points; attivato il 19 novembre 2006, il servizio è stato disponibile fino al 30 gennaio 2019.
Ebbe successo tramite il Nintendo eShop, rimanendo accessibile sulla console Wii U tramite la modalità Wii, sostenendo il download della maggior parte dei titoli WiiWare e Virtual Console, consentendo agli utenti di continuare a comprare o effettuare il download di molti titoli Virtual Console che dovevano ancora essere resi disponibili tramite il Nintendo eShop.

## Wii Points
I Wii Points erano la valuta utilizzata per gli acquisti sul Canale Wii Shop. I Wii Points potevano essere ottenuti sia tramite le Nintendo Points Cards, acquistate da alcuni punti vendita, o direttamente attraverso il Canale Wii Shop con una carta di credito MasterCard o Visa.
Nel 2008, il Club Nintendo in Europa ha iniziato ad offrire i Wii Points in cambio di "stelle" ricevute registrando i giochi e le console sul suo sito web.

## Virtual Console
La Virtual Console permetteva agli utenti di scaricare da console i videogiochi del passato. Al momento della chiusura vi erano più di 300 giochi disponibili in Nord America e, a partire dal 31 dicembre 2007, oltre 10 milioni di giochi sono stati scaricati in tutto il mondo. Tutti i giochi erano repliche esatte degli originali senza caratteristiche aggiornate o grafica, con l'eccezione di Pokémon Snap che fu  aggiornato per consentire di scattare le immagini in-game per inviarle alla Bacheca Wii. Nuovi giochi venivano aggiunti ogni settimana alle 9:00 ogni Giovedi (in precedenza ogni Lunedi) in Nord America, il martedì in Giappone e Corea del Sud e il venerdì in Europa, Australia e Nuova Zelanda.
La Virtual Console comprendeva i sistemi Nintendo, come il Nintendo Entertainment System, Super Nintendo Entertainment System e Nintendo 64, e i sistemi non-Nintendo, come il Sega Mega Drive / Genesis, Sega Master System, PC Engine / TurboGrafx-16, MSX, Neo Geo e Commodore 64 (Europa e Nord America). Ogni sistema aveva un prezzo di partenza di base per i giochi. Tutti i titoli attualmente variano dai 500 ai 1200 Wii Points.
| Sistema                                   | Prezzo di partenza (Wii Points) |
| ----------------------------------------- | ------------------------------- |
| NES/Famicom                               | 500                             |
| Sega Master System                        | 500                             |
| Commodore 64 (solo Europa e Nord America) | 500                             |
| Virtual Console Arcade                    | 500                             |
| PC Engine/TurboGrafx-16                   | 600                             |
| MSX (Solo in Giappone)                    | 700                             |
| TurboGrafx-CD/PC-Engine CD-ROM            | 800                             |
| Sega Mega Drive/Genesis                   | 800 (600 in Giappone)           |
| SNES/Super Famicom                        | 800                             |
| Neo-Geo AES                               | 900                             |
| Nintendo 64                               | 1,000                           |

### Titoli di importazione
In Europa e in Nord America, la Virtual Console disponeva di diversi titoli di importazione che non erano stati in precedenza messi a disposizione nei rispettivi territori. Questi giochi costavano 100-300 punti in più rispetto al prezzo normale a causa del loro stato di importazione e del lavoro di traduzione.

## WiiWare
La sezione WiiWare presentava nuovi giochi, progettati specificamente per Wii. I giochi avevano un prezzo compreso tra i 500 e 1500 punti. Per ridurre le dimensioni dei giochi, erano presenti dei manuali di istruzioni nelle pagine di ogni gioco. Alcuni titoli erano dotati di contenuti aggiuntivi scaricabili, dove il prezzo variava dai 100 agli 800 punti, che potevano essere acquistati usando i Wii Points in gioco o dalla pagina del gioco.
I primi giochi WiiWare sono stati resi disponibili il 25 marzo 2008 in Giappone, il 12 maggio 2008 in Nord America, e il 20 maggio 2008 in Europa.

## Canali Wii
La sezione Canali Wii disponeva di ulteriori canali non-gioco che potevano essere scaricati e utilizzati sulla console.
In passato esistevano quattro canali gratuiti offerti in tutto il mondo: il Canale Vota Anche Tu, il Canale Concorsi Mii, il Canale Nintendo e il Canale Internet. Quest'ultimo era un browser Web basato su Opera, disponibile gratuitamente in tutto il mondo dal 1º settembre 2009. Inoltre fu disponibile un aggiornamento per il Canale Foto (Canale Foto 1.1). 
Erano presenti anche due canali esclusivamente giapponesi: la Television Friend Channel e il Digicam Print Channel. In precedenza era presente un canale di anteprima per Metroid Prime 3: Corruption, disponibile gratuitamente nell'autunno del 2007 nel Nord America e nelle regioni PAL prima che fosse rimosso dal Canale Wii Shop diversi mesi dopo il lancio del gioco.
La sezione Canali Wii nel Canale Wii Shop aveva originariamente il nome di WiiWare in America del Nord e Wii Software in Europa, prima di trasferirsi in un proprio spazio dedicato chiamato WiiWare. Questi Canali Wii non erano disponibili su Wii U.

## Download
Durante il download, veniva eseguito uno sprite 8-bit di Mario o di Luigi (sulla base di Super Mario Bros). Esistevano sei differenti animazioni.
Il software scaricato dal Canale Wii Shop veniva salvato sulla memoria interna della console Wii. Dopo un download, il nuovo software appariva nel menu Wii come un canale. Il software poteva essere copiato su schede SD o riscaricarlo gratuitamente. Le console Wii con il firmware aggiornato alla versione 4.0 (o superiori) potevano scaricare il software direttamente su schede SD.

## Licenza
La licenza del contenuto scaricato era concessa solo per la console su cui era stato acquistato, non per l'acquirente. Se la console aveva un malfunzionamento irreparabile, le licenze non erano trasferibili a una console di sostituzione, e i prodotti avevano bisogno di essere riacquistati, tuttavia, se si possiede una Nintendo Wii U è possibile trasferire dati salvati, canali e giochi compatibili e addirittura i nintendo points tramite l'apposito canale di trasferimento dati da wii a wii u.

## Regali
Il 10 dicembre 2007, fu aggiunta al Canale Wii Shop la funzione ''regalo''. Questa funzione consentiva agli utenti di acquistare e inviare giochi e canali agli amici come regali. Gli utenti selezionavano un titolo ed a seguito l'opzione regalo, poi scrivevano un messaggio da inviare con il dono. Il destinatario riceveva quindi un messaggio con su scritto che dono gli era stato inviato. Questo utente poteva quindi accettare o rifiutare il dono. Dopo aver accettato il dono era in grado di scaricare il software che gli è stato regalato dal Canale Wii Shop. L'utente era quindi tenuto ad inviare una nota di ringraziamento in cambio. Il mittente riceveva la nota di ringraziamento e la notifica che il dono era stato ricevuto.
Se un utente aveva già il gioco o se non sceglieva di accettare il dono entro 45 giorni il dono scadeva e i Wii Points venivano restituiti al mittente. La funzione di dono non poteva essere utilizzata per inviare regali ai sistemi Wii di una regione diversa. Questa funzione non era presente su Wii U a causa della mancanza di codici amico.

## Aggiornamenti di gioco
I giochi scaricati potevano ricevere aggiornamenti dal Canale Wii Shop. Questi aggiornamenti erano gratuiti per coloro che hanno scaricato una versione precedente del gioco. Alcuni giochi WiiWare avevano anche presentato aggiornamenti gratuiti ai fini di correggere i bug.

## Aggiornamento Canali Wii Shop
Il Canale Wii Shop aveva ricevuto diversi aggiornamenti dopo il lancio dove furono aggiunte nuove caratteristiche e funzionalità.
In data 16 febbraio 2007 le regioni PAL ricevettero un aggiornamento esclusivo che aveva aggiunto pagine segrete chiamati Warp Zones. Queste pagine presentavano informazioni di background molto dettagliate e suggerimenti e trucchi per i giochi che Nintendo aveva appena pubblicato. Queste pagine segrete erano accessibili solo tramite link camuffati da facce ASCII.
Il 6 agosto 2007, l'interfaccia del Canale Wii Shop fu aggiornata. Quattro "Titoli consigliati" furono disponibili nella pagina iniziale del Canale Wii Shop. I giochi erano classificati dal sistema, il genere e l'editore. inoltre fu aggiunto uno strumento di ricerca per consentire agli utenti di cercare un gioco specifico.
Il 20 marzo 2008, il Canale Wii Shop fu aggiornato in preparazione al lancio di alcuni giochi WiiWare che uscirono successivamente in primavera.
Il 22 ottobre 2008, il Canale Wii Shop ricevette un aggiornamento in cui le informazioni di controllo furono spostate in una finestra separata. Il Canale Wii Shop richiedeva anche all'utente, prima diacquistare un gioco, se aveva i controller necessari. Il Canale Wii Shop caricava anche più velocemente dopo questo aggiornamento.
Nel novembre 2008, il Canale Wii Shop fu aggiornato con l'aggiunta della funzione "Wii Download Ticket". I Wii Download Ticket contenevano un codice a 16 cifre (che poteva essere utilizzato una sola volta), che permetteva di scaricare specifici titoli software.
Il 25 marzo 2009, il Canale Wii Shop fu aggiornato in modo che i canali possono essere scaricati e riprodotti direttamente da una scheda SD.
Il 20 ottobre 2009, il Canale Wii Shop fu aggiornato in modo che le versioni demo di alcuni giochi potessero essere acquistate gratuitamente nel tempo.
L'8 settembre 2010, Nintendo rilasciò un altro aggiornamento. Questo aggiunse le "Korean IOSes" a tutte le regioni, nonché un nuovo canale che richiede una console aggiornata a IOS56.
Il 6 novembre 2012, Nintendo rilasciò un aggiornamento del Canale Wii Shop al fianco di un nuovo IOS (IOS62). Non ci furono ulteriori aggiornamenti dopo questo.
Il 30 gennaio 2019, Nintendo chiuse definitivamente il Canale Wii Shop. Attualmente non è più disponibile.